# Giuseppe Parodi
Giuseppe Parodi (Vercelli, 17 dicembre 1892 – Vercelli, 1º marzo 1984) è stato un calciatore italiano, di ruolo centrocampista.

## Carriera
Mediano, giocò fino allo scoppio della prima guerra mondiale con la maglia del Casale, vincendo anche uno scudetto nel 1914.
Alla ripresa dei campionati dopo la guerra fu dato in prestito per un anno alla U.S. Milanese, per consentire alla squadra lombarda di completare la rosa; nel campionato successivo passò alla squadra della sua città natale, la Pro Vercelli, con cui vinse due scudetti nel 1921 e nel 1922.
Esordì in Nazionale il 15 giugno 1913 in un'amichevole contro l'Austria. Sette anni dopo fece parte della spedizione azzurra ai Giochi olimpici di Anversa, nel corso delle quali partecipò alle ultime due partite dell'Italia.

## Statistiche

### Cronologia presenze e reti in Nazionale
| Cronologia completa delle presenze e delle reti in nazionale ― Italia | Cronologia completa delle presenze e delle reti in nazionale ― Italia | Cronologia completa delle presenze e delle reti in nazionale ― Italia | Cronologia completa delle presenze e delle reti in nazionale ― Italia | Cronologia completa delle presenze e delle reti in nazionale ― Italia | Cronologia completa delle presenze e delle reti in nazionale ― Italia | Cronologia completa delle presenze e delle reti in nazionale ― Italia | Cronologia completa delle presenze e delle reti in nazionale ― Italia |
| Data                                                                  | Città                                                                 | In casa                                                               | Risultato                                                             | Ospiti                                                                | Competizione                                                          | Reti                                                                  | Note                                                                  |
| --------------------------------------------------------------------- | --------------------------------------------------------------------- | --------------------------------------------------------------------- | --------------------------------------------------------------------- | --------------------------------------------------------------------- | --------------------------------------------------------------------- | --------------------------------------------------------------------- | --------------------------------------------------------------------- |
| 15/06/1913                                                            | Vienna                                                                | Austria                                                               | 2 – 0                                                                 | Italia                                                                | Amichevole                                                            | 0                                                                     |                                                                       |
| 5/04/1914                                                             | Genova                                                                | Italia                                                                | 1 – 1                                                                 | Svizzera                                                              | Amichevole                                                            | 0                                                                     |                                                                       |
| 31/08/1920                                                            | Anversa                                                               | Norvegia                                                              | 1 – 2                                                                 | Italia                                                                | Olimpiadi 1920                                                        | 0                                                                     |                                                                       |
| 2/09/1920                                                             | Anversa                                                               | Spagna                                                                | 2 – 0                                                                 | Italia                                                                | Olimpiadi 1920                                                        | 0                                                                     |                                                                       |
| Totale                                                                |                                                                       | Presenze                                                              | 4                                                                     |                                                                       | Reti                                                                  | 0                                                                     |                                                                       |

## Palmarès

### Club

#### Competizioni nazionali
- Campionato italiano: 3

Casale: 1913-1914
Pro Vercelli: 1920-1921, 1921-1922 (anche allenatore)